# Bucking Broncho (film, 1894)
Pour plus de détails, voir Fiche technique et Distribution.
Bucking Broncho est un film américain réalisé par William Kennedy Laurie Dickson, sorti en 1894. Bucking signifie : faire des sauts de mouton. Les Mexicains appellent Broncho les chevaux indomptés.
Ce film est un des premiers tournés avec la première caméra de cinéma, le kinétographe, équipée en 1893 de pellicule souple Eastman au format 35 mm de large, à deux rangées de quatre perforations de part et d'autre des photogrammes au défilement vertical. Cet appareil de prise de vues a été conçu par Dickson et William Heise à partir des croquis de Thomas Edison, et a d'abord été fabriqué sous la forme d'un prototype (1891-1892) dont la pellicule de 19 mm de large, au défilement horizontal, était dotée d'une seule rangée de perforations sous les photogrammes circulaires de 13 mm de diamètre. Ce cadre circulaire était le lien esthétique avec les jouets optiques qui avaient inspiré Edison.

## Thème
Exceptionnellement, le film n'a pas été tourné dans le premier studio de cinéma, le Black Maria, mais dans un corral entouré par un public sur le terrain des laboratoires Edison à West Orange (New Jersey),. Le cavalier, Lee Martin, enfourche le broncho, tandis que Frank Hammitt, perché sur les barrières, tire des coups de feu pour exciter l'animal. Lee Martin se retrouve vite dans la poussière.

## Fiche technique
- Titre : Bucking Broncho
- Réalisation : W.K.L. Dickson
- Société de production : Edison Manufacturing Company
- Société de distribution : Raff & Gammon
- Photographie : William Heise
- Format : 35 mm à 2 rangées de perforations rectangulaires Edison encadrant les photogrammes, noir et blanc, muet.
- Pays d'origine :  États-Unis
- Genre : Western, Rodéo
- Durée : 19 secondes (le film original durait une trentaine de secondes)
- Dates de sortie : États-Unis : 1894
- Licence : Domaine public

## Analyse
Il s'agit de la première apparition du Far West au cinéma.
On remarque que le cavalier tombe hors-champ. En effet, la caméra Kinétographe, la première caméra argentique de l'histoire du cinéma, ne possédait pas de viseur, ainsi que toutes les premières caméras du cinéma des débuts. La visée se faisait avant la prise de vues, directement à travers la fenêtre de cadrage du film, avant de charger le bobineau de pellicule vierge. Pendant le tournage, l'opérateur ne pouvait plus contrôler les limites de son champ, et dans ce cas la sortie de champ involontaire par l'éjection brutale du cavalier sur le côté.